# Angelita Bilbao Bilbao
Angelita Bilbao Bilbao (Bilbao, 1 de marzo de 1903 - Buenos Aires, 24 de junio de 1990) fue una activista política nacionalista vasca en Uruguay y Argentina.

## Biografía
Realizó cursos de enfermería en la clínica Zarza de Bilbao. En 1931 emigró a Uruguay, donde el Partido Nacionalista Vasco (PNV) le encargó la creación de una rama de la organización Emakume Abertzale Batza en Montevideo. Fue la creadora, junto a Regino Galdos y Justo Zárate, del programa de radio Euskal Ordua, conducido por Roberto García Quevedo. En 1933 llevó a Uruguay, desde Bilbao, la primera ikurriña, que se ofreció a los centros vascos Euskal Erria y Euskaro Español de Montevideo. Este centro la rechazó, pero el Centro Vasco Euskal Erria la aceptó y se hizo la recepción en un acto que tuvo lugar en el Recreo de Malvín el 6 de agosto de 1933.

### Guerra civil española
Al estallar la guerra civil española, tras el golpe de Estado de 1936, regresó al País Vasco y se presentó como voluntaria en el Hospital de Basurto de Bilbao. Tras servir en varios frentes, al caer Bilbao marchó a Santander junto a los heridos que se encontraban en el hospital, de donde posteriormente emprendió rumbo a Barcelona por orden del Gobierno Vasco. Desde Barcelona se dirigió a Francia, donde fue acogida como refugiada por el Gobierno de la República. El gobierno del dictador Franco le impuso la pena de muerte.

### Posguerra
Al acabar la guerra, de Francia regresó a Montevideo, donde se casó en 1940 con Cipriano García.Después se instaló en Buenos Aires (Argentina), donde fundó la asociación Emakume Abertzale Batza de esa ciudad. Formó parte de la dirección de dicha institución así como de la casa vasca Laurak Bat durante varios años.
Murió en Buenos Aires el 24 de junio de 1990.